# Storheikkilä observatorium
Storheikkilä observatorium (finska: Iso-Heikkilän tähtitorni) är ett astronomiskt observatorium i stadsdelen Storheikkilä (finska: Iso-Heikkilä) i Åbo.
Det byggdes 1935–1936 och drevs av Åbo universitet fram till 1972. Observatoriet ägs nu av Åbo stad och drivs av åboavdelningen av Astronomiska föreningen Ursa.
Observatoriet innehåller ett 13 och 15 cm teleskop konstruerat av Yrjö Väisälä, och en 19 cm Schmidt-Väisälä-kamera. Tidigare var en 50 cm kamera placerad i kupolen, men denna flyttades till Pemar 1963.
Observatoriet i Storheikkilä var Åbo universitetsobservatorium fram till 1952, och drevs av Väisäläs forskningsgrupp. Det ligger i utkanten av centrala Åbo. Eftersom staden växte, med tilltagande ljusföroreningar, flyttades universitetets observatorium 1952 till en ny anläggning i Tuorla i S:t Karins.